# Hürnheim (Ederheim)
Hürnheim ist ein Gemeindeteil der Gemeinde Ederheim im Landkreis Donau-Ries (Regierungsbezirk Schwaben, Bayern) und eine Gemarkung.

## Lage
Das Pfarrdorf liegt zwei Kilometer südöstlich von Ederheim am Rande des Nördlinger Rieses und am Fuß des durch die Schlacht von 1634  berühmt gewordenen Albuchs.  Durch das Dorf fließt der Retzenbach, der über den Forellenbach in die Eger mündet. Am nördlichen Ortsrand tangiert die Kreisstraße DON 9 den Ort.

## Geschichte
Die erste sichere Nachricht findet sich in einer Urkunde des Hochstifts Augsburg, aus der hervorgeht, dass von einem Dekan Bruno durch Rudolf von Hürnheim im Jahre 1153 ein Auhausener Landgut der Kirche des heiligen Veit zu Hürnheim übergeben wurde. Das ohne Zweifel schon sehr alte Geschlecht der Edelherren von Hürnheim hatte durch reiche Besitzungen großes Ansehen, so dass es im Ries an Rang nur den Grafen von Oettingen nachstand. Die letzte Linie dieses Adelsgeschlechtes starb 1585 aus.
1555 wurde Hürnheim durch die protestantische Linie des Hauses Oettingen der Reformation zugeführt, wie auch das Kartäuserkirchlein, in dem der Hürnheimer Pfarrer Gottesdienst zu halten hatte. Die dem hl. Vitus geweihte Kirche stammt (?) in ihrer Grundanlage wie auch im unteren Teil des Turmes aus dem frühen 15. Jahrhundert und ist in die Denkmalliste eingetragen; im Gewölbe des Turmes (beim Altar) ist die Jahreszahl 1253 eingeschlagen, was für eine Erbauung im 13. Jahrhundert spricht.

## Ehemalige Gemeinde
Hürnheim war eine selbstständige Gemeinde im Landkreis Nördlingen und ist eine eigene Gemarkung, zu der auch die Einöde Reismühle gehört. Im Zuge der Gebietsreform in Bayern wurde der Ort am 1. Juli 1972 dem Landkreis Nördlingen-Donauwörth, der seit dem 1. Mai 1973 Landkreis Donau-Ries heißt, zugeschlagen und am 1. Mai 1978 in die Gemeinde Ederheim eingegliedert.

## Baudenkmäler
Siehe: Liste der Baudenkmäler in Hürnheim